# 重兴镇
重兴镇是中华人民共和国海南省文昌市下辖的一个镇。

## 行政区划
重兴镇下辖以下村级行政区划单位：
重兴墟社区、加昌村、群先村、重建村、重兴村、东风村、新风村、新寨村、联星村、光大村、甘村、养成村、跃进村、育英村和三角庭农场。